# Сромље
Сромље (словен. Sromlje) је насељено место у општини Брежице, Посавска регија, Словенија.

## Историја
До територијалне реорганизације у Словенији било је у саставу старе општине Брежице.

## Становништво
У попису становништва из 2011. године, Сромље је имало 139 становника.
| Број становника према пописима | Број становника према пописима | Број становника према пописима |
| ------------------------------ | ------------------------------ | ------------------------------ |
| 1991                           | 2002                           | 2011                           |
| 119                            | 106                            | 139                            |

Напомена: Године 2000. увећано за део насеља Блатно.

## Галерија
- црква
- унутрашњост цркве
- општина
- зграда старе школе